# Clean (bài hát)
"Clean" là một bài hát của nữ ca sĩ kiêm nhạc sĩ người Mỹ Taylor Swift trích từ album phòng thu thứ năm 1989 (2014) của cô. Dưới sự hợp tác sáng tác và sản xuất giữa Swift và nữ nhạc sĩ người Anh Imogen Heap, "Clean" là một bản ballad soft rock và synth-folk với phần sản xuất sử dụng chất liệu của nhạc điện tử. Lời bài hát miêu tả những khó khăn trong việc buông bỏ một mối quan hệ tan vỡ.
Nhiều nhà phê bình khen ngợi "Clean" vì phần ca từ đầy cảm xúc cùng khả năng sáng tác nhạc của Swift; trong số đó, một số cây viết cũng coi bài hát này làm điểm nhấn của cả album. Ở các bài đánh giá sau này, nhiều nhà báo nhận định "Clean" là một trong những bài hát hay nhất trong sự nghiệp của nữ ca sĩ. Về mặt thương mại, "Clean" lọt vào bảng xếp hạng âm nhạc quốc gia của Canada và Bồ Đào Nha, đồng thời nhận được đĩa chứng nhận doanh số từ Úc và Vương quốc Anh. "Clean" cũng được Kelly Clarkson và Ryan Adams thể hiện lại, đồng thời được Swift đưa vào danh sách biểu diễn trong chuyến lưu diễn The 1989 World Tour (2015).
Một phiên bản thu âm lại của bài hát có tựa đề "Clean (Taylor's Version)" được phát hành theo album 1989 (Taylor's Version) vào ngày 27 tháng 10 năm 2023. Bản tái thu âm đạt vị trí thứ 25 trên bảng xếp hạng Billboard Global 200 và lọt vào top 30 trên bảng xếp hạng âm nhạc của Canada, New Zealand, Philippines, Singapore và Hoa Kỳ.

## Bối cảnh
Taylor Swift vẫn luôn được phân loại là một nghệ sĩ nhạc đồng quê cho đến khi cô phát hành album phòng thu thứ tư – Red – vào tháng 10 năm 2012. Mặc dù cả Swift và hãng đĩa Big Machine Records đều quảng bá Red trên đài phát thanh đồng quê, một số bài hát của album lại mang nhiều chất liệu pop và rock – đây là mong muốn của Swift trong việc thử nghiệm những phong cách âm nhạc mới. Việc này gây ra nhiều cuộc tranh luận trên phương tiện truyền thông về định vị phong cách của cô dưới vai trò một nghệ sĩ nhạc đồng quê. Tới giữa năm 2013, cô bắt đầu quá trình sáng tác cho album phòng thu tiếp theo của mình.

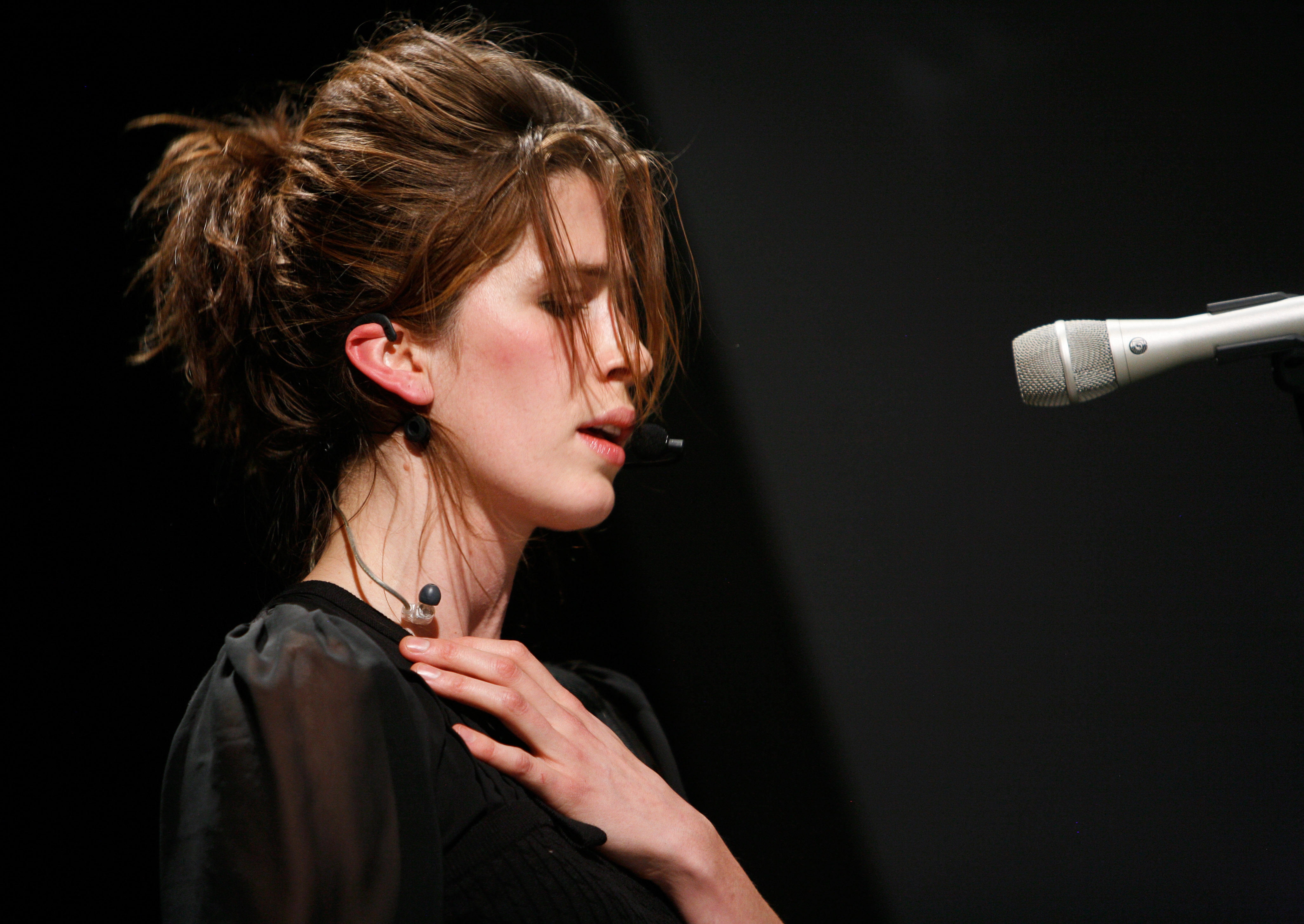
Swift sáng tác và sản xuất "Clean" cùng với nhạc sĩ người Anh Imogen Heap (ảnh).

Swift đặt tên cho album phòng thu thứ năm theo năm sinh của mình là 1989. Cô quyết định đưa sản phẩm này thành đĩa "nhạc pop chính thức" đầu tiên để thay đổi hình ảnh bản thân thành một nghệ sĩ nhạc pop, cũng như rời xa phong cách nhạc đồng quê vốn được định hình trong các đĩa nhạc trước đây. Để đạt được mục tiêu này, Swift đã cộng tác với nhiều nhà sản xuất mới như nữ nhạc sĩ người Anh Imogen Heap – người mà theo lời Swift là "một trong những nghệ sĩ thú vị và độc đáo nhất". "Clean" là một trong những ca khúc cuối cùng Swift viết cho 1989; cô hoàn thành phần lời bài hát và giai điệu trước khi gặp Heap để cùng nhau phối hợp thực hiện phần sản xuất. Swift kể lại rằng cô lấy cảm hứng sáng tác "Clean" sau hai tuần ở London: "tôi chợt nhận ra rằng mình đã ở cùng thành phố với [người yêu cũ] được hai tuần và tôi chưa hề nghĩ về điều đó".
Heap đã giúp Swift hoàn thành bản nhạc bằng cách bổ sung thêm phần âm thanh từ các nhạc khí và cả hai đã hoàn tất quá trình thu âm sau hai lần thu trong cùng một ngày tại phòng thu The Hideaway Studio. Bài hát được Serban Ghenea hòa âm tại MixStar Studios ở Virginia Beach, Virginia và được Tom Coyne master tại Sterling Sound Studio ở Thành phố New York. Trong một buổi thưởng thức âm nhạc tại Grammy Pro vào năm 2015 ở phần thứ ba, Swift tiết lộ rằng để có phần âm nhạc đặc trưng của "Clean" thì Heap đã kết hợp hai loại nhạc cụ riêng biệt của mình là mbira, một loại dương cầm dùng ngón tay cái, với "những thứ được gọi là boomwhacker, dùng để đánh bộ gõ".

## Biên soạn
"Clean" là một bản ballad soft rock và synth-folk. Với độ dài bốn phút ba mươi giây, bài hát tiến triển với nhịp độ ổn định. Jem Aswad từ Billboard tin rằng phần sản xuất với chất liệu nhạc điện tử phần nào là do ảnh hưởng từ phong cách âm nhạc của Heap. "Clean" kết hợp âm thanh của dương cầm, đàn phím, trống, mbira, vibraphone, âm bass cùng phần giọng hát được chèn nhiều lớp được xây dựng xung quanh âm thanh của bộ gõ. Cây viết Neil McCormick của tờ The Telegraph miêu tả "Clean" là "nhẹ bẫng" và "thinh không". Hannah Mylrea từ NME thì nhận định bài hát có phần "khí nhạc soft rock đầy ngân nga", trong khi Alex Petridis của The Guardian viết rằng bài hát mang âm thanh "điện tử rung động và dạt trôi liên hồi".
Phần lời bài hát sử dụng hình ảnh một cơn bão xối xả để ẩn dụ cho việc rời xa một mối quan hệ độc hại. Có lúc, Swift hát về mối tình đã qua, "You're still all over me like a wine-stained dress I can't wear anymore". Cô ấy tiếp tục, "When I was drowning, that's when I could finally breathe / And by morning / Gone was any trace of you / I think I am finally clean." Từ "clean" – hay "sạch" – là một ẩn dụ với hai nghĩa: sạch như cảm giác lúc đi tắm và sạch như thoát khỏi một cơn nghiện.

## Phát hành
Album 1989 được phát hành vào ngày 27 tháng 10 năm 2014 bởi hãng thu âm Big Machine Records. Trong danh sách bài hát của album, "Clean" là bài hát thứ 13 là cũng là bài hát kết thúc đĩa nhạc. Bài hát lọt vào bảng xếp hạng Canadian Digital Song Sales ở vị trí 45 sau khi album phát hành. Năm 2015, Swift đưa "Clean" vào danh sách bài hát biểu diễn cố định của The 1989 World Tour. Trước khi biểu diễn bài hát, cô sẽ chia sẻ những bài học rút ra được trong cuộc sống cá nhân với khán giả. Năm 2023, cô đưa "Clean" làm một "bài hát bất ngờ" được biểu diễn vào hai đêm diễn của chuyến lưu diễn The Eras Tour: đêm diễn ngày 1 tháng 4 tại Arlington, Texas và đêm diễn ngày 28 tháng 5 tại East Rutherford, New Jersey. Bài hát cũng nhận được chứng nhận đĩa Bạch kim và đĩa Bạc vào năm 2023 từ Hiệp hội Công nghiệp Ghi âm Úc (ARIA) và British Phonographic Industry (BPI).
Sau khi ký hợp đồng mới với Republic Records, Swift bắt đầu thu âm lại sáu album phòng thu đầu tiên của mình từ tháng 11 năm 2020. Quyết định này diễn ra sau một cuộc tranh chấp công khai năm 2019 giữa Swift và quản lý Scooter Braun, mà trước đó Braun đã mua lại hãng thu âm Big Machine Records cùng toàn bộ các album phòng thu của Swift mà hãng đã phát hành. Bằng cách thu âm lại các album, Swift có toàn quyền sở hữu các bản nhạc gốc mới, điều này cho phép cô kiểm soát việc cấp phép các bài hát của mình cho mục đích thương mại và do đó thay thế các bản gốc thuộc sở hữu của Big Machine Records. Bản thu âm lại của "Clean", lấy tựa đề là "Clean (Taylor's Version)", được phát hành trong album tái thu âm 1989 (Taylor's Version) vào ngày 27 tháng 10 năm 2023. "Clean (Taylor's Version)" dài hơn 1 giây so với bản thu âm gốc. Heap tiếp tục đảm nhận vai trò đồng sản xuất và thể hiện các nhạc khí như vibraphone, bộ gõ, kalimba, đàn phím và trống.
"Clean" đã lọt vào bảng xếp hạng âm nhạc quốc gia của Philippines (13), Singapore (26), Canada (28) và New Zealand (28). Tại Hoa Kỳ, "Clean (Taylor's Version)" lọt vào top 30 trên bảng xếp hạng Billboard Hot 100, mở rộng kỷ lục của Swift cho nữ nghệ sĩ có nhiều bài hát lọt vào bảng xếp hạng này nhất. Ngoài ra, phiên bản tái thu âm cũng xuất hiện trên bảng xếp hạng Billboard Global 200, bảng xếp hạng Heatseeker của Thụy Điển và Bảng xếp hạng Audio Streaming Chart của Vương quốc Anh, với các vị trí cao nhất lần lượt là 25, 17 và 33. Sau khi 1989 (Taylor's Version) phát hành, phiên bản gốc "Clean" lọt vào trên bảng xếp hạng đĩa đơn AFP Singles Chart của Bồ Đào Nha ở vị trí thứ 85.

## Đánh giá chuyên môn
Một số nhà phê bình đã lựa chọn "Clean" làm điểm nhấn của album 1989. Biên tập viên Forrest Wickman của Slate gọi "Clean" là một bản nhạc "buồn nhưng sau cùng vẫn tràn đầy hy vọng" và cho rằng nó có chủ đề tương tự như các bài hát kết thúc album khác của Swift, chẳng hạn như "Begin Again" từ Red. Sam Lansky từ Time đã chọn "Clean" là một trong những bài hát thể hiện khả năng sáng tác của Swift với "hình ảnh chặt chẽ, giàu liên tưởng". Aswad từ trang Billboard gọi "Clean" là một bài hát "đau đớn, buồn vui lẫn lộn" và cho rằng Swift đã bị Heap "quy phục" nhiều hơn những người cộng sự khác trong 1989. Nhà báo Amy Pettifer của The Quietus thì nhận xét phần ca từ của bài hát bằng các từ ngữ "lấp lánh – buồn bã và khéo léo". Sasha Geffen của Consequence thì khen ngợi Swift trong việc tìm kiếm sức mạnh thông qua tình bạn. Trong một đánh giá kém tích cực hơn, Matthew Horton của NME cho rằng bài hát này chỉ đang "khóc than" và coi đây là "sự sụp đổ muộn màng" của album.
Trong các bài đánh giá sau này, các trang Billboard, Paste, Chris Willman của Variety, Mylrea và Rob Sheffield của Rolling Stone đã liệt kê "Clean" trong số 20 bài hát hàng đầu của Swift; trong đó Sheffield đã ví bài hát như một "điểm kết đầy mãnh liệt" cho 1989. Tạp chí Clash đã lựa chọn "Clean" là một trong 15 bài hát hay nhất của Swift – biên tập viên Sahar Ghadirian gọi bài hát là một "đẳng cấp bậc thầy về sáng tác" và ca ngợi thứ xúc cảm "tự chủ và công nhận" mà bài hát đem lại. Mary Kate Carr từ The A.V. Club viết rằng mặc dù có "đôi khi những ẩn dụ kỳ lạ của Swift có thể trở nên hơi quá đà, nhưng những hình ảnh kỳ ảo trong phần ca từ và âm chuông thiền tịnh" đã có tác dụng trong "Clean", giúp bài hát trở thành "một khúc ca hoàn hảo để giải phóng bản thân", đủ để thừa nhận rằng "Just because you're clean, don't mean you don't miss it". Alex Hopper từ American Songwriter xem "Clean" là một bài hát được người hâm mộ yêu thích và khen ngợi cách Swift cởi mở trong việc chia sẻ những khó khăn của bản thân cũng như phiêu du sâu hơn cùng với khán giả của mình.

## Sử dụng
Ca sĩ kiêm nhạc sĩ Ingrid Michaelson kể lại rằng cô yêu thích "Clean" từ khi được nghe bài hát trong căn hộ của Swift trước ngày 1989 được phát hành; Michaelson đề nghị Swift gửi bài hát này cho cô trước khi album phát hành, nhưng Swift từ chối. Ngày 21 tháng 9 năm 2015, ca sĩ nhạc rock người Mỹ Ryan Adams đã thu âm "Clean" cho album hát lại các bài hát trong album 1989 của anh. Annie Zaleski của The A.V. Club nhận xét rằng album hát lại này có phần trình sản xuất "đẹp hơn". Leah Greenblatt của Entertainment Weekly ví phiên bản hát lại này như "một sự tiền hóa đầy bóng bẩy" của ban nhạc alternative đồng quê Whiskeytown. Ngày 12 tháng 4 năm 2023, nữ ca sĩ người Mỹ Kelly Clarkson đã thể hiện lại bài hát "Clean" trong chương trình The Kelly Clarkson Show. Các nhà phê bình nhận định đây là một màn trình diễn "đầy cảm xúc" và "choáng váng" – Larisha Paul của Rolling Stone nhận định phiên bản của Clarkson vẫn giữ được "cảm giác của sự tái sinh và khởi đầu mới" mà phiên bản gốc đem lại.

## Đội ngũ thực hiện
Đội ngũ thực hiện được trích từ phần ghi chú của album 1989 và 1989 (Taylor Version).
"Clean" (2014)
- Taylor Swift – giọng hát, hát bè, sáng tác, sản xuất
- Imogen Heap – sản xuất, sáng tác, lập trình, hát bè, bộ gõ, trống, mbira, vibraphone, đàn phím
- Serban Ghenea – trộn âm
- John Hanes – trộn âm
- Tom Coyne – master

"Clean (Taylor's Version)" (2023)
- Taylor Swift – giọng hát, sáng tác, sản xuất
- Bryce Bordone – kỹ thuật trộn âm
- Imogen Heap – sản xuất, sáng tác, thu âm, vibraphone, trống, kalimba, bộ gõ, dương cầm, lập trình, đàn phím, hát bè
- Serban Ghenea – trộn âm
- Randy Merrill – master
- Christopher Rowe – kỹ thuật giọng hát

## Xếp hạng
| Bảng xếp hạng (2014)                  | Thứ hạng cao nhất |
| ------------------------------------- | ----------------- |
| Canada Digital Song Sales (Billboard) | 45                |

| Bảng xếp hạng (2023) | Thứ hạng cao nhất |
| -------------------- | ----------------- |
| Bồ Đào Nha (AFP)     | 85                |

| Bảng xếp hạng (2023)                  | Thứ hạng cao nhất |
| ------------------------------------- | ----------------- |
| Canada (Canadian Hot 100)             | 28                |
| Thế giới Global 200 (Billboard)       | 25                |
| Greece International (IFPI)           | 49                |
| New Zealand (Recorded Music NZ)       | 28                |
| Philippines (Billboard)               | 13                |
| Singapore ( RIAS)                     | 26                |
| Sweden Heatseeker (Sverigetopplistan) | 17                |
| UK Streaming (OCC)                    | 33                |
| Hoa Kỳ Billboard Hot 100              | 30                |

## Chứng nhận
| Quốc gia                                                    | Chứng nhận | Số đơn vị/doanh số chứng nhận |
| ----------------------------------------------------------- | ---------- | ----------------------------- |
| Úc (ARIA)                                                   | Bạch kim   | 70.000‡                       |
| Anh Quốc (BPI)                                              | Bạc        | 200.000‡                      |
| ‡ Chứng nhận dựa theo doanh số tiêu thụ và phát trực tuyến. |            |                               |